# Reserva Natural de Azas
A Reserva Natural de Azas (em russo: Азас заповедник) é uma área protegida localizada na parte central da bacia de Todzha (uma grande bacia entre as formações montanhosas da região de Altai-Sayan), a cerca de quinhentos quilómetros a oeste do Lago Baikal. A reserva alonga-se ao longo do rio Azas, no Distrito de Todzhinsky de Tuva.

## Topografia
A reserva cobre uma densa rede de rios e lagos na cabeceira das montanhas, uma rede na qual eventualmente se torna no rio Ienissei. O rio principal desta reserva é o rio Azas, que desagua no lago Todzha (Todzha é outro nome para Azas), antes de voltar a percorrer um curso de água, desta feita como rio Toora-Khem. A rocha base são arenitos proterozoicos e paleozoicos (isto é, mais velhos que 250 milhões de anos), calcários e outras tipos de rocha pouco comuns. A maior parte desta área é coberta por vestígios e sedimentos do período Quaternário.
Localizada na bacia Todzha, criada por um glaciar, o ponto mais baixo da reserva é de cerca de 850 metros de altitude em relação ao nível do mar, e o ponto mais alto é de cerca de 2000 metros, embora à volta da reserva haja montanhas com mais de 2600 metros. A oeste encontram-se as montanhas de Sayan Ocidental, e a norte e este encontram-se as montanhas de Sayan Oriental. Nesta área existem cerca de 30 grandes lagos, mais de 100 pequenos lagos e pântanos.

## Eco-região e clima
Azas está inserida nos prados alpinos de Sayan e numa eco-região de tundra. Abaixo dos 2400 metros, esta eco-região é caracterizada pelos vales criados por glaciares e uma paisagem de prados alpinos e coníferas.
O clima nesta reserva natural é o clima subártico (Classificação climática de Köppen-Geiger), caracterizado por invernos longos e gelados, e por verões frios. A temperatura média em Janeiro é -28,7 C ° e em Julho é +14,6 C °. Há apenas, em média, 52 dias livres de geada, e a precipitação anual é de 343 milímetros, 60% da qual cai no versão.